# Carl Rogers
Carl Ransom Rogers (Chicago, 1902. január 8. – La Jolla, Kalifornia, 1987. február 4.) nagy hatású amerikai pszichológus. A humanisztikus pszichológia alapítói közé tartozott. A pszichoterápiás kutatás egyik alapító atyjának tartják, és úttörő kutatásaiért 1956-ban megkapta az Amerikai Pszichológia Társaság Award for Distinguished Scientific Contributions / Kiváló tudományos közreműködésért díj elismerését.
Egyedi, személyiségközpontú megközelítése a személyiség és az emberi kapcsolatok megértéséhez számos területen alkalmazást nyert, úgy mint a pszichoterápia és tanácsadás (kliens-központú terápia), az oktatás (diákközpontú tanulás), valamint a szervezetek és egyéb csoportok. Munkájáért 1972-ben megkapta az Amerikai Pszichológia Társaság Award for Distinguished Professional Contributions / Kiváló hivatásos közreműködésért díj elismerését. Élete vége felé Nobel-békedíjra jelölték a dél-afrikai és észak-írországi belső ütközések békítő munkájáért. Haggbloom és munkatársai 2002-es tanulmányában a 20. század hatodik legkimagaslóbb pszichológusává választották, klinikusok között pedig másodiknak, ahol csak Sigmund Freud előzte meg.

## Életpályája
Apja, Walter A. Rogers mérnök, anyja, Julia M. Cushing háziasszony és elkötelezett keresztény volt. Carl a negyedik volt hat gyermek között.
Rogers igen okos volt és már óvoda előtt tudott olvasni. Következetes vallásos oktatást kapott egy jimpley-i plébánián, ministránsfiúként rendkívül erkölcsös környezetben, így elég elszigetelt, független és fegyelmezett személyiséggé vált, és nagymértékű tudást és elismerést gyűjtött, tudományos megközelítéshez. Először mezőgazdaságot tanult a Wisconsin-Madison Egyetemen, majd történelmet és vallást. 20 évesen, miután 1922-ben Pekingbe utazott egy nemzetközi keresztény konferenciára, kételkedni kezdett vallásos meggyőződésében. Hogy tisztázza pályaválasztását, részt vett egy Why am I entering the Ministry?/Miért készülök lelkésznek? tanfolyamon, utána pályát váltott.
Két év után hagyta ott a papneveldét, és a Teachers College-re /tanár képzőre járt a Columbia Egyetemen, ahol 1928-ban megkapta az MA-t, 1931-ben pedig a PhD-t. Miután befejezte doktori munkáját, gyermekeket tanulmányozott. 1930-ban igazgatója lett a rochesteri Society for the Prevention of Cruelty to Children /Gyermek elleni erőszak megelőző társaság szervezetnek. 1935-től 1940-ig órákat adott a Rochesteri Egyetemen és megírta The Clinical Treatment of the Problem Child (1939) /Gyermek gond klinikai kezelése könyvét, problémás gyerekekkel kapcsolatos tapasztalataira alapozva. Kliens/ügyfélközpontú megközelítésének kidolgozásában nagy hatással volt rá Otto Rank poszt-freudi pszichoterápiás módszere. 1940-ben az Ohio State Egyetem klinikai pszichológiai tanára lett, itt írta meg Counseling and Psychotherapy /Tanácsadás és lélek kezelés, című második könyvét (1942). Művében leírta, hogy ha a kliens /ügyfél kapcsolatot létesít egy megértő, elfogadó terapeutával, megoldhatja a nehézségeit és megszerezheti a belelátást, újjáépíteni az életét.
1945-ben felkérték egy tanácsadó központ létesítésére a Chicagói Egyetemen. Míg itt volt pszichológiai tanár (1945-57), segített az egyetemhez kötődő tanácsadó központot a létrehozni, és itt kutatta módszerei hatásosságát. Egy tanítványa, Thomas Gordon alapította meg a Parent Effectiveness Training (P.E.T.)/szülői eredmény tanulása(1970; 1975) mozgalmat. 1956-ban Rogers lett az American Academy of Psychotherapists első elnöke. 1957-től 1963-ig pszichológiát tanított a Wisconsin Egyetemen, ebben az időben írta egyik legismertebb művét, On Becoming a Person (Valakivé válni) könyvét (1961).
Rogers 1963-ig tanított a Wisconsin Egyetemen. 1968-ban részt vett a Center for Studies of the Person megalapításában La Jollában. Későbbi könyvei közé tartozik a Carl Rogers on Personal Power (1977)(Rogers Károly egyéni erejéhez) és a Freedom to Learn for the 80’s (1963)(Könnyedséget tanulni 80’-asnak). Élete további részében la jolla-i lakos maradt, terapeutaként dolgozott, beszédeket tartott és írt 1987-es hirtelen haláláig. 1987-ben eltörte a medencecsontját, az operáció sikeres volt, de következő éjszaka leállt a hasnyálmirigye és pár nap múlva meghalt.
Utolsó éveiben teóriáit a nemzeti, szociális ütközésekben alkalmazta, és világszerte utazgatott ennek elérésére. Az észak-írországi Belfastban befolyásos protestánsokat és katolikusokat hozott össze, Dél-Afrikában feketéket és fehéreket, az Egyesült Államokban pedig fogyasztókat és termelőket. Utolsó útja 85 évesen a Szovjetunióba vezetett, ahol kommunikációt és kreativitást elősegítő intenzív workshopokat/műhelyeket tartott. Meglepte, hogy milyen sok orosz ismerte a munkásságát.
1975 és 1980 között lányával, Natalie Rogersszel együtt egy programsorozatot vezetett az USA-ban, Európában és Japánban, a Person-Centered Approach Workshopot (Személy központú közelítő műhelyt), ami a kultúrák közti hírcserét, a személyes fejlődést, az önfelhatalmazást, és a szociális változást hangsúlyozta.
Rogers rendkívül átfogóan dolgozta ki saját elméletét, 16 könyvet és még több újságcikket írt humanisztikus pszichológiájáról (önmegvalósításról).

## Carl R. Rogers személyközpontú pszichológiája
Adott egy jó, egészséges növekedés lehetősége a személyiség számára, ezt a növekedési irányt megvalósulásnak vagy aktualizációnak nevezte el. Az aktualizáció a szervezet fenntartását és növekedését biztosító élettani működés – nemcsak az emberre, hanem minden élőlényre jellemző. Rogers önmegvalósulásról szól, ha a képességek kibontakoztatása az „én” kiteljesedését szolgálja. Az önmegvalósítás egyben a nagyobb önállóság felé vezeti az egyént, ami a korábbi élettapasztalatok gazdagodásával is együtt jár. Az önmegvalósító életvezetés növeli a személyiség összhang (kongruencia)- és integrációját a strukturális rendezetlenséggel vagy inkongruenciával szemben. Feltételezi, hogy az ember rendelkezik egy ún. ösztönös értékelő folyamattal, ami értékeli tetteinket, tapasztalatainkat, hogy azok elősegítették-e az önmegvalósítást. Az ösztönös értékelő folyamat – vezérfonal az egyén életében, mely megfelelő viselkedéshez vezet. Ha az ösztönös értékelés rosszat jelez, a bizonytalanság „a valami nincsen rendben” zavarát éljük át. Rogers (1955) meghatározta a jól működő személyiség elvi fogalmát is az önmagát megvalósító ember leírásában. Olyan tulajdonságok, mint az optimális, rugalmas pszichológiai alkalmazkodás a környezethez, a nyitottság a saját érzések és a külvilág eseményeinek befogadására, valamint a kihívásokkal, izgalommal teli életre törekvés. A jól működő személy állandóan változik, miként az élet is állandó változásban van körülöttünk. Viselkedését az új és új helyzetekhez történő rugalmas alkalmazkodás határozza meg, miközben a személy folyamatosan az önmegvalósítás folyamatában él. Rogers is hangsúlyozza a szabad akarat, a saját döntés jelentőségét az egyén életében. A humanisztikusok álláspontja szerint az egyén szabadon dönt arról, hogyan akar tenni, mivé akar válni. Dönthetünk az önmegvalósító életforma mellett, de dönthetünk úgy is, , hogy a külső hagyománynak rendeljük alá törekvéseinket.

## Inkongruencia és dezorganizáció
Az önelfogadási szükséglet következtében az egyén szelektíven, értékfeltételeinek megfelelően észleli tapasztalatait. Azokat a tapasztalatokat, amelyek megfelelnek, tudatosítja és jelképesen megjeleníti. Azokat a tapasztalatokat, amelyek az ellentmondanak, szűrten vagy torzítottan észleli, illetve kizárja tudatából. Ennek következtében megjelenik a személynél olyan self/én-élmény, amely nem épül a self-struktúrába, kezdődik a self és a tapasztalat közötti inkongruencia (meg nem felelés). Innen származtatja az ember elidegenülését. A személy nem őszinte önmagához: így megőrzi mások pozitív elismerését, a tapasztalt értékek némelyikét meghamisítja, és mások értékeinek megfelelően észleli ezeket. Azáltal, hogy a tapasztalatokban olyan elemek vannak, amelyek nem kerülnek be a saját magáról kialakított képbe, megbomlik a self összképe, és bizonyos rész-funkciók válnak jellemzővé. A self és a tapasztalatok közötti inkongruencia következtében a viselkedésben is hasonló hamisság jelentkezik. A viselkedés ellentmondását a személy nem ismeri fel, a viselkedést szűrten vagy torzítottan észleli, úgy, hogy az egybevágjon a self-fel. Ahogy a személy egymás után szerzi az újabb és újabb tapasztalatokat, amelyek nem összeegyeztethetőek a self-összképpel, a helyzet egyre inkább fenyegetővé válik a számára. A fenyegetettség következtében az ön-elfogadási szükségletet frusztráció/sérelem éri, a self épségének érzete megbomlik, és szorongás jön. A személy elhárításokkal él, hogy ezt elkerülje. Az elhárítás további következménye a percepció/érzékelés merevsége, a valóság pontatlan észlelése lesz. Rogers szerint ez a folyamat játszódik le a neurotikus, pszichotikus kórképekben is, bár ő ezeket az elnevezéseket nem tartja szerencsésnek, és helyettük a dezorganizáció kifejezést alkalmazza. Dezorganizáció akkor jön létre, ha a self szerveződés összeférhetetlensége a tudatba tör. A self újra-integrálódásának folyamatát több más tényező mellett a feltétel nélküli pozitív elfogadás légköre segíti.

## A kliensközpontú terápia
A pszichopatológiák egyik alpja, hogy az időszerű (reális) és eszményi(ideális) énkép ütközik. Az énkép és a tapasztalat „ég és föld”. Kezelő hatásnak veszi a személyiség jobb összhangját, ha csökken a személy belső zűrje, és olyan energiák szabadulnak fel, amelyeket a személy a hatékonyabb életre fordíthat. A személyiség megváltozik a tanácsadó és az ügyfél közötti sajátos viszony következtében. A személyiség változásához három dolog kell:
Az első, őszintén, „maszk nélkül” adja érzéseit és attitűdjeit. A kongruencia /hitelesít: tanácsos saját magán tapasztalt érzéseit, átélhetővé, tudatosíthatóvá teszi, és megfelelő időben kifejezi. A tanácsadó valódi, személyes kapcsolatba kerül ügyfelével, önmagát adja. Hitelesnek nem könnyű lennünk, az őszinte megnyilvánulásban saját sebezhetőségünket vállaljuk. Rogers kutatásai alátámasztották e feltétel fontosságát. Azok a gyógyítók a hatékonyak hospitalizált szkizofrén/kórházi hasadt tudatú betegek kezelésében, akik „valódiak voltak”, őszintén válaszoltak a hozzájuk intézett kérdésekre, és akik a betegekkel egyenrangú viszonyt alakítottak ki.
A második, kedvesen fogadja el az ügyfél lejátszódó történéseit. Elemi igényünk, hogy jó és rossz érzelmeinkkel, jellemzőinkkel, csupán létezésünkért szeressenek bennünket. Szükségünk van arra, hogy olyannak fogadjanak el bennünket, amilyenek vagyunk. Ezt az attitűdöt Rogers a „feltétel nélküli elfogadásnak”(pozitív viszony) nevezte el. Minél inkább érvényesül ez az attitűd, annál valószínűbb a személyiségváltozás, a személyiségfejlődés.
A harmadik, az ügyfél saját világának pontos átélése. A tanácsadó érezze az ügyfél dühét, félelmét „mintha” az a sajátja lenne. Ugyanakkor a saját dühe, illetve más érzelmei ne keveredjenek bele e megértési folyamatba! Amikor a kliens belső világa tisztán átlátható a tanácsadó számára, akkor a kliensnek is közvetíti a megértett összefüggéseket. A megértett összefüggések tudatosulása segíti a klienst saját belső világának megértésében és a valóság felismerésében.
A negyedik feltétel az ügyfélé, ha a tanácsadó őszinteségét, empátiáját és elfogadását a kliens észleli. A kezelésben a kliensnek éreznie kell, hogy a tanácsadó „valódi”, gondoskodó személy, aki megérti az ő érzéseit és személyes belső világát.
A kliensközpontú terápia alapelvei nemcsak a pszichológiában, hanem a nevelésben, a pedagógiában is jól alkalmazhatók, szemlélete pedig minden az „emberrel” foglalkozó szakma figyelmébe ajánlott.

### Tanácsadás
A tanácsra gyakran súlyos gondot hoznak. A pszichoterápia/lélekgyógyítás így átfedésben van a lelki tanácsadással. Bár orvosé a pszichoterápia, gyakran hanyagolt az ellátás. De „kuruzsló” ne kontárkodjon gyógyászatba! A tanácsadás – nem kuruzslás. Roger tanácsot adott ügyfelének. A megoldás – szinte soha sem a „hozott” ügy rendezése. Azt az ügyfél látta gondnak. A felfogását kellett közelíteni a megfeleléshez. Beleélve /empátiával meglátta, miért hozta gondját az ügyfél. Miért baj az neki? A belső vonatkozás ismeretében tanácsolt önfejlesztést.

### Visszatükrözés
Párbeszédbe lép ügyfelével. Bólint, összegzi a hallottat, ha társa elakad. A feltárás tovább lép. Nem kérdez, figyel. Azért vált személyközpontúvá (person-centered), mert nem csak zűrös, beteg ügyfele volt. Az Én-fejlesztés a lényeg. Fenntartás nélkül elfogadja és tiszteli. Ezért tükrözi vissza megértését. Ha a feltárulkozó nem kap megerősítést, a figyelem éberségét, lehervad. Ismeret, támpont marad rejtve. A tanács akkor hiteles, ha könnyen elfogadható, kongruens/ egybevág a feltárással. A tükrözés oszcillál/rezeg, egyenetlen. Vannak homályai. A tanácsos igyekszik saját gondjait mellőzni, az ügyfél igyekszik a tanácsot átvenni.

### Találkozás/„encounter”
Rogers és tanítványai barátilag beszélgetnek ügyfelükkel. Az illető úgy érzi, magáról mond dolgokat, és megfelelő választ kap. Több irányzat meggyőződött arról, az ÉN törekszik tisztázni külső-belső viszonyát, látni távlatát, célját, reménye valóságát.A dolgok faúsztatás a Tiszán. Elég néhányat kimozdítani, és a többi úszik tovább (Bálint Mihály, 1972). A fészek-meleg, bizalmas társalgás elfogad, megért, őszinte. Egymásra talál, különleges alkalom „encounter” az amerikai szaknyelvben. Olyan erőt, önbizalmat nyújt, ami építi az önfejlesztést.

## Tizenkilenc tétel
Elmélete (1951) 19 állítás:
1. Minden egyén (élőlény) élmények folyamatosan változó világában létezik (érzékleti mező), amelynek ő a középpontja.
2. Az élőlény ezt észleli, megtapasztalja. Ez az érzékleti mező a „valóság” számára.
3. A lény szervezett egészként válaszol az érzékleti mezőre.
4. A érzékleti mező egy része fokozatosan lényegül, mint az én.
5. A környezettel kölcsönhatva, és főként másokkal társulva az én szerkezete alakul – egy szervezett, képlékeny, mégis állandó, fogalmi mintázata az „én” jellemzők és közreműködések észleleteinek, az ezekhez kötődő értékekkel együtt.
6. A lénynek célja és törekvése – megvalósítani, fenntartani és erősíteni a tapasztaló önmagát.
7. A legjobb kiindulás a viselkedése megértéséhez az egyén belső vonatkoztatási kerete.
8. A viselkedés az élőlény célirányos tette, hogy kielégítse szükségleteit.
9. Ezt a viselkedést az érzelem irányítja, ami a tett észlelt értéke, az önmaga fenntartása és erősítése érdekében.
10. Az értékeket a lény tapasztalja meg, egyes esetekben másoktól veszi át őket, úgy torzítva, mintha közvetlenül tapasztalta volna meg.
11. Az egyén élményei élete során lehetnek a) jelképesek, kapcsolatban az énnel, b) mellőzöttek, mert nincs észlelt kapcsolata az én szerkezetéhez, c) tagadott vagy torzult jelképülés, mert az élmény ütközik az én szerkezetével.
12. A legtöbb viselkedés azok közül jön, amik összeegyeztethetőek az én fogalmával.
13. Néhány esetben a viselkedést nem jelképes szükségletek idézik elő. Ekkor a magatartás ütközhet az én szerkezetével, de az egyén nem „uralja” a viselkedését.
14. Pszichológiai összhang akkor jön létre, mikor az én fogalmába minden érzékelő és zsigeri élménye jelképesen asszimilálódik/ beépül egy összeegyeztethető kapcsolatba az én fogalmával.
15. Pszichológiai zűr akkor támad, ha az élőlény megtagadja, hogy tudjon jelentős érzékleti és zsigeri élményekről, amelyek így nem kerülnek az én szerkezetének egészébe. Ha ez a szituáció/helyzet, pszichológiai feszültség gerjed.
16. Minden élmény, ami összeegyeztethetetlen az én szerkezetének a szerveződésével, fenyeget, és minél több ilyen van, annál merevebbé válik az én szerkezete, hogy fenntartsa magát.
17. Bizonyos körülmények között, ha nincs fenyegetés az én szerkezetére, az olyan élmények, melyek ütköznek vele, átértékelődnek, és az én szerkezetét úgy javítja ki, hogy asszimilálja, beépíti ezeket az élményeket.
18. Ha az egyén minden érzékleti és zsigeri élményt elfogad és egyetlen állandó és rendezett rendszerbe foglal, akkor megértőbb másokhoz és jobban elfogad másokat, különállókat.
19. Ahogy az egyén egyre több ösztön élményét fogadja be énjébe, értékrendje kicserélődik – olyan átvételek miatt, amiket torzultan jelképezett – egy folytatódó, természetes értékelő folyamattá válik.

Ezenkívül Rogers a „feltétel nélküli jó elfogadás” módszerét alkalmazza, elfogadása „alapvető értékének kétségbevonása nélkül”.

## A személyiség fejlődése
A személyiségfejlődést illetően fokozatok helyett alapelveket vázolt fel, melyek szerint a legfontosabb az énfogalom kifejlődése és a teljes mértékben megkülönböztetett én fejlődése.
Az énfogalom fejlődésének folyamata alatt kulcsfontosságúnak tartotta a feltételes és a feltétlen pozitív elfogadást. Azok, akik elfogadó környezetben nőttek fel, önmegvalósítók. Akiknek a környezete nem elfogadó, értéküket mások szabják ki számukra.

## A teljes ember
Ahogy arra a 14. elv is utal, legjobb egy bizonyos folyamat, nem egy rögzült állapot. Ő ezt a jó életként rögzíti, amikor az illető folyamatosan teljes tárának kiteljesítésére törekszik. Felsorolta a teljes ember tulajdonságait (Rogers, 1961):
1. Növekvő befogadás az élményre – eltávolodik a védekezéstől és nincs szüksége küszöb alatti észlelésre (ösztönvédekezés, tudattalan alkalmazás, gátolni, egy inger kavarást ).
2. Egyre inkább egzisztencialista életstílus – minden pillanat teljes átélése – nem torzítja el a pillanatot, hogy a személyiséggel vagy az énfogalommal összeillő legyen, hanem megengedi, hogy kisugározzon az élményből. Ez izgalmat, merészséget, alkalmazkodást, toleranciát/tűrést, ösztönöst és a lazulást ad, bizalmat sugall.
3. Növekvő természetes bizalom – bíznak a saját értékítéletükben, és a képességükben, hogy kiválasszák a megfelelő viselkedést. Nem függenek szabályoktól és társas elvárástól, hanem bíznak benne, hogy képesek megítélésükre támaszkodni.
4. A választás szabadsága – nem béklyózzák meg őket a korlátok, könnyebben képesek dönteni. Hiszik, hogy meghatározzák saját viselkedésük , és felelnek érte.
5. Kreativitás – szabadnak érzik magukat, alkotni. Beilleszkednek a körülményeik közé, alkalmazkodás kényszere nélkül.
6. Megbízhatóság és konstruktivitás – jól, építőn cselekednek. Az az egyén, aki vevő minden szükségletére, képes fenntartani az egyensúlyt köztük. Még a támadó/agresszív igényt is kiegyensúlyozza a belső jóság.
7. Gazdag, teljes élet – a teljes ember élete gazdag, hiánytalan és izgalmas, és azt sugallja, hogy jobban élik át az örömöt és a fájdalmat, a szerelmet és szívük összetörését, a félelmet és a bátorságot.

## Alkalmazásai
Eredetileg „nem irányított terápiának” nevezte, de ezt a kifejezést később leváltotta „kliensközpontú terápiára”, majd „személyközpontú terápiára”. A kliens/ügyfélközpontú megközelítés hatásosságának első tapasztalati bizonyítékát 1941-ben közölte Elias Porter az Ohio State Egyetemen, a Rogers terápiás ülésein készült felvételeket felhasználva. Porter Rogers írásainak segítségével összeállított egy rendszert, ami a tanácsadó által alkalmazott irányítottság és irányítatlanság mértékét méri. A tanácsadó hozzáállása és iránya csak közreműködik a kliens által hozott döntésekben.
Már a Client-Centered Therapy 1951-es közlése előtt is hitte, hogy az általa felvázolt elvek többféle értelemben is alkalmazhatóak, nem csak terápiás helyzetben. Későbbi élete során a személyközpontú megközelítés kifejezést használta egész elméletére utalva.
A személyközpontú terápia – a megközelítés gyógyító alkalmazása. Egyéb alkalmazási területei közé tartozik a személyiség-teória, az interperszonális/személyközi kapcsolatok, az oktatás, a nevelés, a kultúrák közötti kapcsolatok, és más „segítő” szakmák és szituációk/helyzetek.

### Humanisztikus pszichológia
A mélylélektani feltevések, a beavatkozás és a megértő segítés kettőse, a biológiai és társas mozzanatok keverednek a hit meghatározottságával/ determinációval. A szokás, elvárás rögzült személyisége ellen lép fel a harmadik utas lehetőség /alternatíva. A humanisztikus pszichológia Rogers felfogásában – önfejlesztés. Maslow az indítékot /motivációt rendezte piramisba. E nemes célok időnként félre siklanak. Önmegismerés és küzdés helyett „élj a mának”, a csoportfoglalkozás – jó időtöltés.

## Magyarul
- Válogatás Carl Rogers műveiből; vál. Pethő Éva; OPI, Bp., 1983 (Pszichológiai tanácsadás a pályaválasztásban)
- Encounter csoportok; ford. Pethő Éva, Sarlós Katalin; OPI, Bp., 1985 (Pszichológiai tanácsadás a pályaválasztásban)
- Encounter csoportok. A Magyar Pszichológiai Társaság és a Center for Cross-Cultural Communication által rendezett Kliensközpontú pszichoterápia napjainkban és Kultúrák közötti kommunikáció kreatív megközelítései című munkaértekezletek; Magyar Pszichológiai Társaság, Bp., 1986
- A tanulás szabadsága a 80-as években. A Magyar Pszichológiai Társaság a Kultúrközi kommunikáció kreatív megközelítései c. munkaértekezlet segédanyagaként; ford. Angster Mária; Magyar Pszichológiai Társaság, Bp., 1986
- Valakivé válni. A személyiség születése; ford. Simonfalvy László, előszó Peter D. Kramer, utószó Klein Sándor; Edge 2000, Bp., 2003 (Segítünk, ha lehet)
- Carl R. Rogers–H. Jerome Freiberg: A tanulás szabadsága. Életmód, pedagógia, pszichológia, vezetés; ford. Klein Sándor et al.; Edge 2000–Oktatáskutató és Fejlesztő Intézet, Bp., 2007 (Segítünk, ha lehet)
- Találkozások. A személyközpontú csoport; ford. Klein Sándor, előszó Klein Sándor, Carl Rogers, utószó Mérei Ferenc; Edge 2000–OFI, Bp., 2008 (Segítünk, ha lehet)

## Fordítás
- Ez a szócikk részben vagy egészben  a   Carl Rogers című angol Wikipédia-szócikk fordításán alapul.  Az eredeti cikk szerkesztőit annak laptörténete sorolja fel. Ez a jelzés csupán a megfogalmazás eredetét és a szerzői jogokat jelzi, nem szolgál a cikkben szereplő információk forrásmegjelöléseként.